# Kanton Montauban-2
Kanton Montauban-2 (francouzsky Canton de Montauban-2) je francouzský kanton v departementu Tarn-et-Garonne v regionu Midi-Pyrénées. Tvoří ho pouze část města Montauban.